# General Enrique Mosconi (ort)
General Enrique Mosconi är en ort i Argentina.   Den ligger i provinsen Salta, i den norra delen av landet, 1 400 km norr om huvudstaden Buenos Aires. General Enrique Mosconi ligger 481 meter över havet och antalet invånare är 19 811.
Terrängen runt General Enrique Mosconi är platt åt sydost, men åt nordväst är den kuperad. Närmaste större samhälle är Tartagal, 8,9 km norr om General Enrique Mosconi.
Trakten runt General Enrique Mosconi består till största delen av jordbruksmark. Runt General Enrique Mosconi är det glesbefolkat, med 10 invånare per kvadratkilometer.